# Lembach (Homberg)
Lembach ist ein Stadtteil von Homberg (Efze) im nordhessischen Schwalm-Eder-Kreis.

## Geographie
Das Dorf liegt 4 km nordwestlich von Homberg an den nördlichen Ausläufern des Knüllgebirges am Lembach, einem Nebenfluss der Schwalm. Die Landesstraße 3148 verläuft durch den Ort.

## Geschichte
Die älteste bekannte schriftliche Erwähnung von Lembach erfolgte im Jahr 1209 unter dem Namen Limbach in einem Güterverzeichnis des Fritzlarer Petersstiftes.
In historischen Dokumenten ist der Ort unter folgenden Ortsnamen belegt (in Klammern das Jahr der Erwähnung): Limbach (1209), Leymbach (1279), Lempbach (1287), Lympach (1300), Lempach (1338, um 1350), Lentbach (1476), Limpach (1511), Lembach (1575/85) und Leimbach (1780).
1279 wird die dortige Wasserburg Lembach erstmals urkundlich erwähnt. Um 1490 gab es im Dorf sechs wehrhafte Männer.
Das 1606 an der Stelle der früheren Wasserburg errichtete Herrenhaus Lembach wurde 1945 abgerissen.
Um die Wende zum 20. Jahrhundert gründete hier der auf dem nahen Gilserhof residierende Rittmeister a. D. und Gutsbesitzer Ernst August Ludwig Ferdinand Deichmann (1856–1921) eine Ziegelei sowie eine Schnapsbrennerei, die damals jährlich etwa 1390 t Kartoffeln, 146 t Mais, 113 t Roggen, 6 t Hafer und 3 t Weizen verarbeitete.
Zum 31. Dezember 1971 wurde die bis dahin selbständige Gemeinde Lembach im Zuge der Gebietsreform in Hessen als Stadtteil der Stadt Homberg, Bezirk Kassel, heute Homberg (Efze), auf freiwilliger Basis eingegliedert. Für Lembach, wie für die in der Kreisstadt Homberg (Efze) eingegliederten ehemals selbständigen Gemeinden (Stadtteile), wurden Ortsbezirke mit Ortsbeirat und Ortsvorsteher nach der Hessischen Gemeindeordnung gebildet.

## Bevölkerung
Einwohnerstruktur 2011
Nach den Erhebungen des Zensus 2011 lebten am Stichtag, dem 9. Mai 2011, in Lembach 180 Einwohner. Darunter waren keine Ausländer.
Nach dem Lebensalter waren 33 Einwohner unter 18 Jahren, 75 zwischen 18 und 49, 39 zwischen 50 und 64 und 33 Einwohner waren älter. Die Einwohner lebten in 66 Haushalten. Davon waren 12 Singlehaushalte, 15 Paare ohne Kinder und 38 Paare mit Kindern, sowie 3 Alleinerziehende und keine Wohngemeinschaften. In 15 Haushalten lebten ausschließlich Senioren und in 45 Haushaltungen lebten keine Senioren.
Einwohnerentwicklung
| Quelle: Historisches Ortslexikon |                                   |
| • 1537:                          | 3 Hübner, (6 landgräfliche Huben) |
| • 1575:                          | 3 Hausgesesse                     |
| • 1742:                          | 9 Häuser                          |
| • 1747:                          | 9 Häuser                          |
| • 1773:                          | 62 Einwohner                      |

| Lembach: Einwohnerzahlen von 1800 bis 2015 | Lembach: Einwohnerzahlen von 1800 bis 2015 | Lembach: Einwohnerzahlen von 1800 bis 2015 | Lembach: Einwohnerzahlen von 1800 bis 2015 | Lembach: Einwohnerzahlen von 1800 bis 2015 |
| --- | ------------------------------------------ | ------------------------------------------ | ------------------------------------------ | ------------------------------------------ |
| Jahr |                                            |                                            |                                            | Einwohner                                  |
| 1800 | 1800                                       |                                            | ?                                          | ?                                          |
| 1939 | 1939                                       |                                            | 191                                        | 191                                        |
| 1946 | 1946                                       |                                            | 291                                        | 291                                        |
| 1950 | 1950                                       |                                            | 325                                        | 325                                        |
| 1956 | 1956                                       |                                            | 286                                        | 286                                        |
| 1961 | 1961                                       |                                            | 235                                        | 235                                        |
| 1967 | 1967                                       |                                            | 244                                        | 244                                        |
| 1980 | 1980                                       |                                            | ?                                          | ?                                          |
| 1990 | 1990                                       |                                            | ?                                          | ?                                          |
| 2000 | 2000                                       |                                            | ?                                          | ?                                          |
| 2011 | 2011                                       |                                            | 180                                        | 180                                        |
| 2015 | 2015                                       |                                            | 172                                        | 172                                        |
| Datenquelle: Historisches Gemeindeverzeichnis für Hessen: Die Bevölkerung der Gemeinden 1834 bis 1967. Wiesbaden: Hessisches Statistisches Landesamt, 1968. Weitere Quellen: ; Zensus 2011; Stadt Homberg (Efze): |                                            |                                            |                                            |                                            |

Historische Religionszugehörigkeit
| Quelle: Historisches Ortslexikon |                                                                    |
| • 1861:                          | alle Einwohner evangelisch-reformiert                              |
| • 1961:                          | 194 evangelische (= 82,55 %), 41 katholische (= 17,54 %) Einwohner |

Historische Erwerbstätigkeit
| • 1961: | Erwerbspersonen: 32 Land- und Forstwirtschaft, 67 Produzierendes Gewerbe, 7 Handel und Verkehr, 2 Dienstleistungen und Sonstiges. |

## Politik
Für Lembach besteht ein Ortsbezirk (Gebiete der ehemaligen Gemeinde Lembach) mit Ortsbeirat und Ortsvorsteher nach der Hessischen Gemeindeordnung. Der Ortsbeirat besteht aus fünf Mitgliedern.
Bei den Kommunalwahlen in Hessen 2021 betrug die Wahlbeteiligung zum Ortsbeirat Lembach 68,22 %. Alle Kandidaten gehörten der „Freien Wählergemeinschaft Lembach“ an. Der Ortsbeirat wählte Mario Leibling zum Ortsvorsteher.